# Cal Brunet (Veciana)
Cal Brunet és una obra de Veciana (Anoia) inclosa a l'Inventari del Patrimoni Arquitectònic de Catalunya.

## Descripció
Casal de pedra amb edificacions annexes de diferents èpoques i estils. Les diverses modificacions i afegits que ha sofert al llarg dels anys, impedeixen que es vegi amb claredat la seva estructura original, si bé si que s'endevina que tota ella és construïda en pedra.

## Història
Anteriorment hi havia un molí fariner que ha quedat inclòs dins de la masia. Al segle xv (1441) va ser confirmat per Ramon de Calders a favor de Jaume Brenet. Als XIX hi treballaren Ramon Roca i Joan Puigrós. En un cos adossat davant la casa hi ha la inscripció en el brancal: "Joan Puigrós 1865 obra".